# Christian Bernhard

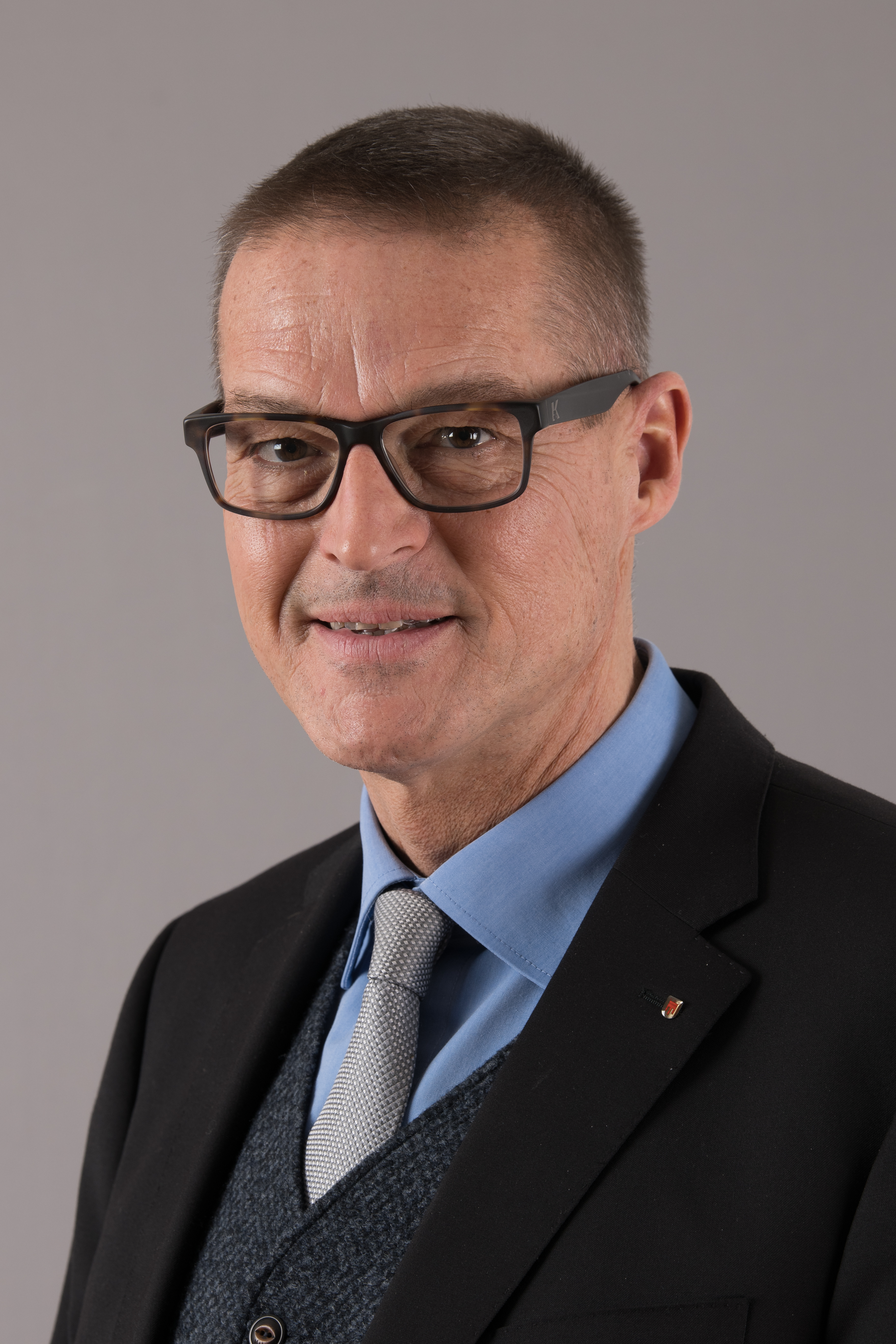
Christian Bernhard (2017)

Christian Bernhard (* 15. November 1963 in Lustenau) ist ein österreichischer Arzt und Politiker (ÖVP). Bernhard war von 6. Juni 2012 bis 6. November 2019 als Landesrat für Gesundheit und Behindertenhilfe Mitglied der Vorarlberger Landesregierung.

## Werdegang
Christian Bernhard wurde am 15. November 1963 in der Marktgemeinde Lustenau im Vorarlberger Rheintal geboren. Er absolvierte im Jahr 1982 die Matura am Bundesgymnasium Dornbirn und studierte anschließend Medizin an der Universität Innsbruck. Dort promovierte er 1989 zum Doktor der gesamten Heilkunde (Dr. med. univ.) und begann anschließend eine Ausbildung zum praktischen Arzt, wobei er Turnusarzt im Krankenhaus Dornbirn war.
Im Jahr 1993 trat Bernhard in den Dienst des Landes Vorarlberg ein und wurde 1994 Leiter der Abteilung Gesundheitswesen in der Bezirkshauptmannschaft Bludenz. Von 2001 bis 2011 fungierte er als Amtsarzt und stellvertretender Abteilungsvorstand der Sanitätsabteilung im Amt der Vorarlberger Landesregierung. Am 1. Juli 2011 wurde er zum Abteilungsvorstand der Sanitätsabteilung bestellt und trug demnach den Berufstitel Landessanitätsdirektor.
Nach dem überraschenden Rücktritt von Landesrat Rainer Gögele am 1. Juni 2012 wurde Christian Bernhard in der Landtagssitzung am 6. Juni als dessen Nachfolger als Gesundheitslandesrat gewählt. Er übernahm von seinem Vorgänger die Ressorts Gesundheit und Behindertenhilfe in der Landesregierung Wallner I. Zeitgleich mit der Wahl in die Landesregierung trat Bernhard in die ÖVP Vorarlberg ein, am 29. Juni folgte der Beitritt zum ÖAAB. In der im Oktober 2014 angelobten Landesregierung Wallner II übernahm Christian Bernhard neben dem Gesundheits- auch das Kulturressort. Im Vorfeld der Landtagswahl in Vorarlberg 2019 gab Christian Bernhard schon am 4. Februar 2019 bekannt, bei der Wahl nicht mehr kandidieren und die Landesregierung mit Angelobung der Nachfolgeregierung verlassen zu wollen. Er schied daher mit der Angelobung der neuen Landesregierung am 6. November 2019 als Gesundheitslandesrat aus, seine Nachfolgerin wurde Martina Rüscher. Christian Bernhard wurde nach dem Ausscheiden aus der Politik wieder angestellter medizinischer Sachverständiger im Amt der Vorarlberger Landesregierung.
Am 9. Juni 2021 wurde Christian Bernhard zum Stiftungspräsidenten der Stiftung Maria Ebene gewählt. Die Stiftung betreibt ein auf Suchterkrankungen spezialisiertes Krankenhaus in Frastanz, zwei Sucht-Therapiestationen sowie drei Suchtberatungsstellen in Feldkirch, Bregenz und Bludenz sowie die Präventionseinrichtung SUPRO in Götzis.

## Privatleben
Christian Bernhard ist ledig und wohnt in Dornbirn.